# Nicolas Chuquet
Nicolas Chuquet, né probablement entre 1445 et 1455 à Paris et mort en 1488 à Lyon, est un mathématicien français.
C'est à Nicolas Chuquet que l'on doit le système actuel des grands nombres, dit échelle longue, ou système Chuquet, dans lequel le mot billion signifie un million de millions (1012).

## Biographie
Les travaux de Jean Itard,, après ceux d'Aristide Marre, de Paul Tannery et de Charles Lambo permettent de tracer un portrait de ce mathématicien inventif de la fin du Moyen Âge occidental.
Nicolas Chuquet a rédigé à Lyon en 1484 son œuvre majeure, écrite en français, Triparty en la science des nombres, qui ne fut jamais publiée de son vivant.
Il y affirme :

« Et ainsi a l'honneur de la glorieuse trinité se termine ce livre lequel pour raison de ces trois parties générales je l'appelle triparty. Et aussi pour cause quil a été fait par Nicolas Chuquet, parisien, Bachelier en medecine. Je le nomme triparty de Nicolas en la science des nombres. Lequel fut composé medié et fini à Lyon sus le Rhône l'an de salut 1484. »

La première trace qu'on ait de lui date du 4 juin 1484 ; il est enregistré comme écrivain (celui qui enseigne aux enfants à écrire) et habite entre la Porte des Frères Mineurs et la rue de la Grenette vers le Muton, soit dans l'actuelle rue de la République. Il y demeure encore cinq ans plus tard, sous le nom d'algoriste, et on l'y retrouve en 1487. D'après Hervé L'Huillier, c'est un quartier de petites gens ; ses voisins sont des panetiers, un toilier, un couturier, des sergents, et son niveau de fortune est encore inférieur au leur. On pense qu'il meurt en 1488.
Un manuscrit datant de 1470 et rédigé sur un papier italien confirme l'idée que Chuquet venait d'Italie, ou tout au moins était influencé par la culture italienne, notamment au travers des œuvres de Luca Pacioli ; son œuvre pouvant se comparer à la Summa de geometrica, arithmetica, proportioni et proportionalita, éditée en 1494 par ce dernier.
Parmi les livres d'arithmétique qui ont influencé Chuquet, on relève généralement le Compendy de la praticque des nombres, issu du  Manuscrit de Cesena  attribué à  Barthélemy de Romans, frère Prêcheur, copié en 1476 à Lyon par Mathieu Préhoude et l'algorithme de Pamiers. On note aussi parmi les précurseurs de Chuquet dont il semble que celui-ci ait eu connaissance Fibonacci et son Liber abaci. Ces influences ne font toutefois pas l'unanimité,.

## Postérité

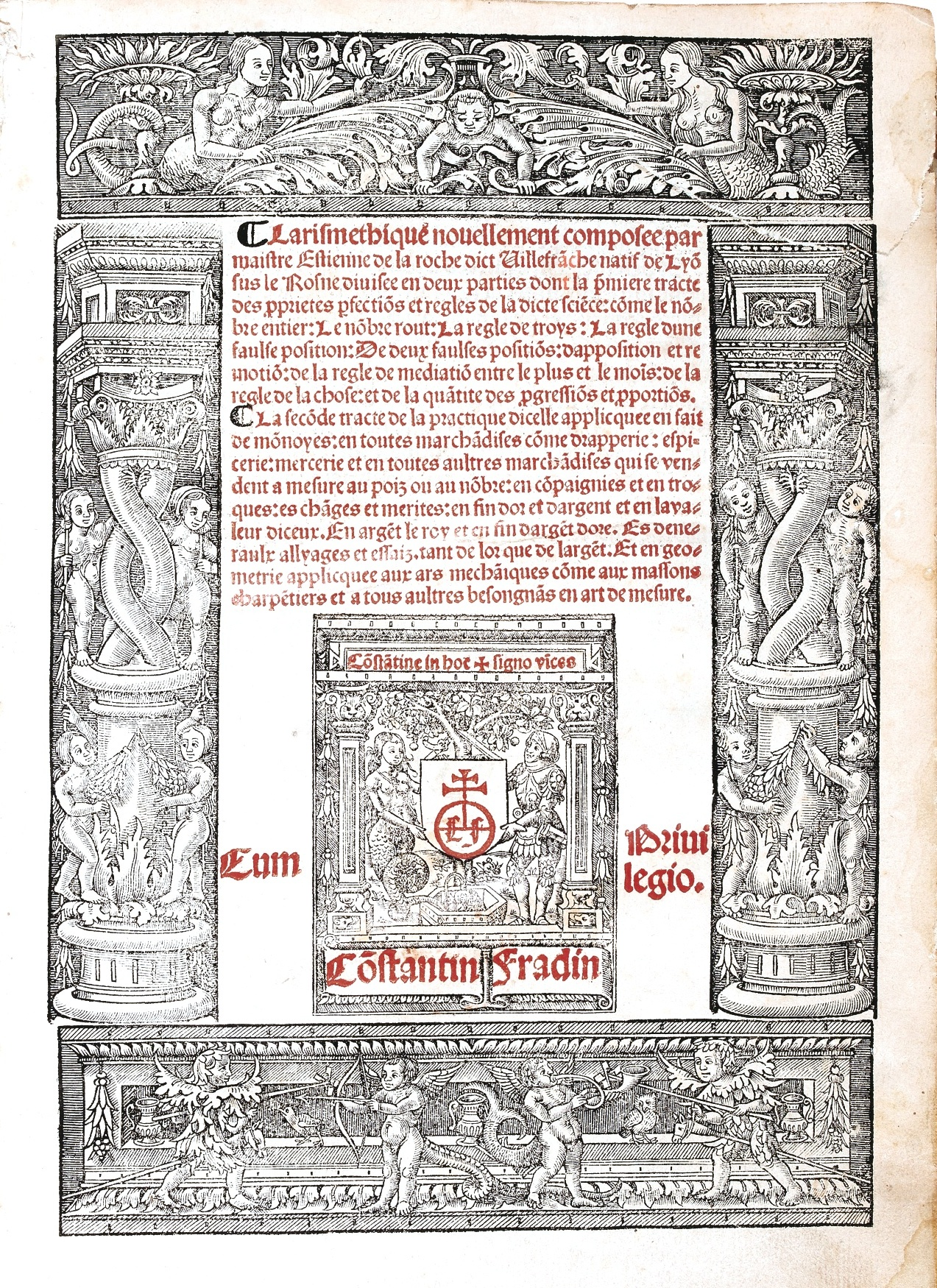
Page titre de l'édition originale de Larismethique de Estienne de La Roche (1520).

Deux algébristes français du XVIe siècle, Buteo et Guillaume Gosselin, ainsi que l'anglais Wallis, lui ont rendu hommage mais dès leur époque son œuvre se trouvait éclipsée par Larismethique de son élève — ou selon certains son voisin — Estienne de La Roche, imprimée à Lyon en 1520 puis révisée et rééditée en 1538 par les frères Huguetan. 
De La Roche a en effet reproduit dans son propre ouvrage de nombreux passages du Triparty qu'il a sélectionnés, réagencés et enrichis,. Au début de Larismethique, il mentionne sa dette envers Chuquet, Paccioli et Philippe Friscobaldi (un banquier de Lyon né à Florence), mais seulement globalement,.
Le géomètre Michel Chasles fit remarquer en 1841 que l'œuvre d’Étienne de La Roche méritait son rang de premier ouvrage d'algèbre publié en français, mais qu'il existait un manuscrit antérieur, perdu, de Chuquet. 
Il fallut attendre les années 1870, pour qu'Aristide Marre découvrît ce manuscrit et le publiât (partiellement) en 1880. Le manuscrit contenait des notes de la main de La Roche. Il avait transité par De la Roche puis Leonardo da Villa. Il était entré dans la bibliothèque de Jean-Baptiste Colbert et de là dans la bibliothèque royale. Sa découverte suscita une grande émotion.
Une voie du 17e arrondissement de Paris porte son nom : la rue Nicolas-Chuquet.

## LeTripartyde Chuquet

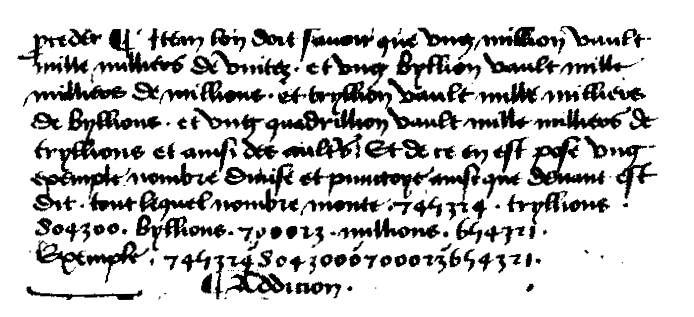
Extrait de la page manuscrite de Nicolas Chuquet dans laquelle il explique sa méthode de notation des grands nombres.

### L'Œuvre
Son livre Triparty en la science des nombres, comme son nom l'indique, est divisé en trois parties :
- Première partie : Traité des nombres entiers ; Traité des nombres rompus, ou fractions ; Des progressions, des nombres parfaits, des nombres proportionnels et de leurs propriétés ; 4 Règles de trois, d'une ou deux positions, règle des nombres moyens.
- Seconde partie : Des racines simples, composées, liées (six chapitres)
- Tierce et dernière partie : Règle des premiers ; Excellence de cette règle qui est la clef, l'entrée et la porte des abîmes qui sont en la science des nombres (trois chapitres).

« Dans cet ouvrage, dont on retient le plus souvent l'aspect ludique, Chuquet donne les premières règles algébriques jamais écrites en français. À partir des exposants, tout autrement employés avant lui par Nicole Oresme, il invente un symbolisme algébrique nouveau et pressent, au cours de ses travaux, l’existence des logarithmes. »
Chuquet y donne :
- une méthode d’extraction des racines carrées à la main ;
- l'écriture x0 = 1 ;
- la règle de trois et son explication[21] ;
- la règle de la chose, la règle des nombres premiers ;
- la méthode de la fausse position[21] ;
- un sens à des quantités négatives par l'emploi de signes p et m pour « + » et « – ».
- deux solutions aux équations du second degré ;
- La notation R pour racine[21], par exemple 5 m R2.2 pour 5 - √2 ou R2.14.m. R2.180 pour √14-√180[réf. nécessaire]

### Un novateur
La pensée de Chuquet est brillante et très en avance sur son temps. Il invente sa propre notation pour les concepts algébriques et les exponentiations. Il semble avoir été le premier mathématicien à avoir reconnu le zéro et les nombres négatifs comme exposants.
On lui doit également notre système actuel de grands nombres : million, billion, trillion, etc., mais surtout d'avoir approché de fort peu, cent ans avant Bombelli, l'existence des nombres complexes[réf. nécessaire] : résolvant une équation du second degré et obtenant comme solution 3 – √9/4 – 4 et son conjugué, qu'il écrit formellement, il ajoute, conscient de soulever un problème[réf. nécessaire] : « Comme 9/4 est moindre que le précédent. Il s'ensuit que cette racine est impossible. »

### Les grands nombres
Le mot « million » (signifiant « le grand mille », donc bien notre million) a été en usage longtemps avant Chuquet. On fait remonter son invention vers 1270. 
Jehan Adam (en) utilisa les mots « bymillion » et « trymillion » pour 1012 et 1018 en 1475 ; et il est admis que ces mots ou d'autres similaires étaient d'un usage général à cette période. Nicolas Chuquet fut, néanmoins, l'auteur original du premier usage d'une série de noms, étendus et systématiques en -illion ou -yllion.
C'est pourquoi, le système dans lequel les noms million, billion, trillion, etc. font référence aux puissances d'un million est nommé le système Chuquet.
À la fin du premier chapitre de son « Triparty en la science des nombres » (manuscrit de 1484) Nicolas Chuquet écrit :

« Ou qui veult le premier point peult signiffier million, le second point byllion, le tiers point tryllion, le quart quadrillion, le cinquième quyllion, le sixième sixlion, le septième septyllion, le huytième ottyllion, le neufième nonyllion et ainsi des aultr's se plus oultre on vouloit proceder. Idem lon doit sauoir que ung million vault mille milliers de unitez, et ung byllion vault mille milliers de millions. Et tryllion vault mille milliers de byllions. Et ung quadrillion vault mille millier de tryllions et ainsi des ault’s. Et de ce en est pose ung exemple nombre diuise et ponctoye ainsi que devant est dit. Tout le quel nombre monte: 745324 trillion, 804300 byllions, 700023 millions, 654321.  Exemple: 745324' 804300' 700023' 654321. »

Demeuré à l'état de manuscrit, le travail de Chuquet n'eut qu'une influence indirecte sur cette notation, son travail n'étant publié qu'après 1870, mais la copie qu'en avait fait La Roche dans une partie de Larismetique contribua de façon déterminante à l'adoption de son système. 
Le mot « milliard » quant à lui existait au début du XVIe siècle. Il est cité par  Guillaume Budé en 1532 comme étant utilisé par les passionnés de calcul. Puis cité également en 1549 par Jacques Peletier du Mans. Il semblerait que ce soit à cause de cette dernière citation, interprétée un peu vite par certains auteurs, que le système dans lequel apparaissent les mots million, milliard, billion, billiard, etc. soit parfois appelé système de Chuquet-Peletier. Mais il est à noter que Peletier n'a pas inventé le mot milliard, qu'il l'utilisait avec le sens de million de millions, et enfin qu'il n'est aucunement avéré qu'il ait inventé les mots billiard, trilliard, etc.
On distingua dès lors deux systèmes de noms numériques :
- l'échelle longue, ou système Chuquet, dans lequel le mot billion signifie un million de millions (1012),
- l'échelle courte, dans lequel le mot billion signifie un millier de millions (109).

Ces deux échelles se côtoient depuis le XVIIe siècle.
| Comparaison échelle courte | Base 10 | Puissance   | Chuquet         | Peletier    | Préfixe SI |
| unité                      | 10 0    | million 0   | unité           | unité       | [unité]    |
| mille                      | 10 3    | million 0.5 | mille           | mille       | kilo       |
| million                    | 10 6    | million 1   | million         | million     | mega       |
| billion                    | 10 9    | million 1.5 | mille millions  | milliard    | giga       |
| trillion                   | 10 12   | million 2   | billion         | billion     | tera       |
| quadrillion                | 10 15   | million 2.5 | mille billions  | billiard    | peta       |
| quintillion                | 10 18   | million 3   | trillion        | trillion    | exa        |
| sextillion                 | 10 21   | million 3.5 | mille trillions | trilliard   | zetta      |
| septillion                 | 10 24   | million 4   | quadrillion     | quadrillion | yotta      |

Les États-Unis ont adopté l'échelle courte au XIXe siècle et à leur suite, les milieux financiers et le bureau international des poids et mesures, ainsi que le Royaume-Uni (1974).
L'usage de l'échelle longue a été confirmé officiellement en France (1961) et en Italie (1994) et la majorité des pays non anglophones (Brésil excepté) y demeure attachée.

## Hommage
- Rue Nicolas-Chuquet,  voie du 17e arrondissement de Paris.

## Sources